# ダムカード
ダムカードは、国土交通省および独立行政法人水資源機構が管理するダムなどで配布されているカード型式のパンフレット。

## 概要

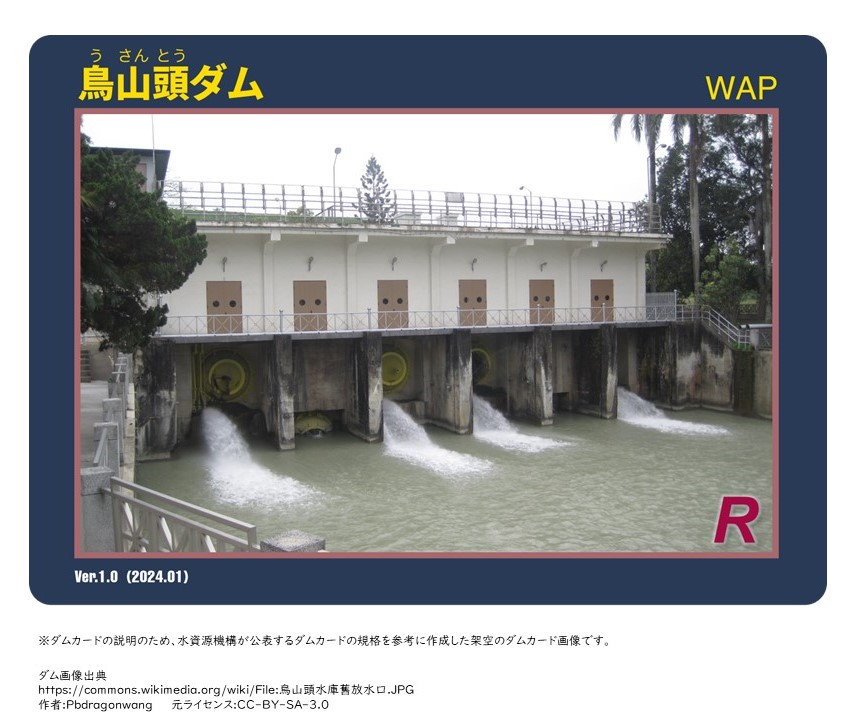
ダムカードのイメージ。

通常のトレーディングカードと同じサイズのカードで、表面にダムの名称と写真、裏面にダムの所在地、型式、貯水量などの情報が記載されている。
2006年（平成18年）に行われたDVD「ザ・ダム」発売記念イベント「ダム祭」で、ダムマニアが「ダムに行った記念となるカードのようなものがあるといい」という旨の発言をし、それがきっかけとなり国交省がダムカード発行に向け検討を始める
。カードのデザインを決めるに当たってはダムマニアの意見も取り入れ、2007年（平成19年）度の森と湖に親しむ旬間（7月21日 - 31日）から、国土交通省および独立行政法人水資源機構が管理する111のダムで配布が始められた。
ダムカードは無料であるが、ダムの管理所などのみで配布されており、収集のためには現地を訪れる必要がある。なお、管理所などでは平日のみ配布している場合も多いため、注意が必要である。
当初、配布を行っていたのは、国土交通省および独立行政法人水資源機構が管理するダムのうち完成済みのダムのみであったが、その後、建設中のダムや電源開発株式会社が管理するダム、県営ダムなどでも配布を開始し、カードコレクターや、ダム愛好家などから人気を集めている。
統一された規格でデザインされたカードは公式カードと呼ばれ、ダムの管理者などがダムカードに似せて独自に発行したカードは非公式カードと呼ばれることがある。非公式カードは、書体や表記方法、カードの色、裏面の項目などが公式カードと違っている。ダムカードに似せた「堰カード」を発行している堰堤もある。
ダムカードを配布するダムは年々増加しつつあり2014年（平成26年）10月1日現在、統一デザインのカードは365種類ある。統一デザイン以外の配布は49箇所以上。2019年（平成31年／令和元年）では公式のカードだけでも600枚以上ある。
2019年に国土交通省は40道府県にある169のダムや調整池で当時の天皇（現・上皇）の在位30年を祝う記念のダムカードを無料配布すると発表した。
この特殊デザインの記念ダムカードは、2019年2月24日から同年5月31日にかけて、国土交通省および独立行政法人水資源機構が管理するダムと建設中のダムで配布され、全部で169基が対象となっている。記念ダムカードのデザインは、天皇が宮中祭儀で着用する束帯装束の色目を基調とした『黄櫨染（こうろぜん）』、天皇が神事のときに着用する帛の御衣（おんぞ）の「白」を基調とした『帛（はく）』、宝物をイメージした『宝物』、天皇、皇后が乗る「お召し列車」の色を基調とした『お召し列車』の4種類で、ダム毎に1種類を配布する。

## 規格
作成部数は各ダムで検討されるため異なるが、字体、紙、印刷、コーティングなどが統一規格である。サイズは、R=2.5mm、縦63mm、横88mmである。

## 記載内容
表面
- ダム名
- ダム写真
- ダムの目的記号
  - F：洪水調節、農地防災
  - N：不特定用水、河川維持用水
  - A：かんがい用水
  - W：上水道用水
  - I：工業用水
  - P：発電
  - S：消流雪用水
  - R：レクリエーション

- ダムの型式記号
  - A：アーチダム
  - E：アースダム
  - G：重力式コンクリートダム
    - GA：重力式アーチダム
    - GF：重力式コンクリート・フィル複合ダム
    - HG：中空重力式コンクリートダム

  - MB：可動堰
  - R：ロックフィルダム
  - CSG：台形CSGダム（「台形CSG」表記のダムカードもある）

- バージョン情報

裏面
- ダムのデータ
  - 所在地
  - 河川名
  - 型式（「形式」と表記されているダムカードも一部ある）
  - ゲート
  - 堤高
  - 堤頂長
  - 総貯水容量
  - 管理者
  - 本体着工/完了年

- QRコード対応サイトHP（無い場合はHPアドレス）
- ランダム情報（ダムやダム周辺の観光情報など）
- こだわり技術（ダムに使われた技術的特徴）

## 配布しているダム
- 高瀬堰
- 菅沢ダム
- 殿ダム
- サンルダム
- 留萌ダム
- 志津見ダム
- 大渡ダム
- 緑川ダム
- 魚切ダム

## ダムカードが登場する作品
漫画
- ダムマンガ（井上よしひさ）

テレビ
- ブギウギ専務 ダムカードめぐりの旅
  - 流れ星雁太郎 ダムカードめぐりの旅